# Yusei Okada
Yusei Okada (岡田 祐政 Okada Yūsei?, nacido el 8 de mayo de 1987 en Kumamoto) es un futbolista japonés que se desempeña como defensa.

## Trayectoria

### Clubes
| Club               | País  | Año         |
| ------------------ | ----- | ----------- |
| Tochigi Uva FC     | Japón | 2010 - 2012 |
| Grulla Morioka     | Japón | 2013 - 2015 |
| Vanraure Hachinohe | Japón | 2016        |

## Estadística de carrera

### J. League
| Club           | Año   | J. League | J. League | Copa J. League | Copa J. League | Total | Total |
| Club           | Año   | Part.     | Goles     | Part.          | Goles          | Part. | Goles |
| -------------- | ----- | --------- | --------- | -------------- | -------------- | ----- | ----- |
| Grulla Morioka | 2014  | 32        | 5         | -              | -              | 32    | 5     |
| Grulla Morioka | 2015  | 33        | 1         | -              | -              | 33    | 1     |
| Total          | Total | 65        | 6         | 0              | 0              | 65    | 6     |